# Натік (Массачусетс)
Натік (англ. Natick) — місто (англ. town) в США, в окрузі Міддлсекс штату Массачусетс. Населення — 37 006 осіб (2020).

### Клімат
| Клімат : Натік        | Клімат : Натік | Клімат : Натік | Клімат : Натік | Клімат : Натік | Клімат : Натік | Клімат : Натік | Клімат : Натік | Клімат : Натік | Клімат : Натік | Клімат : Натік | Клімат : Натік | Клімат : Натік | Клімат : Натік |
| Показник              | Січ.           | Лют.           | Бер.           | Квіт.          | Трав.          | Черв.          | Лип.           | Серп.          | Вер.           | Жовт.          | Лист.          | Груд.          | Рік            |
| Середній максимум, °C | 0,9            | 2,8            | 7,9            | 14,9           | 20,4           | 24,2           | 27,5           | 27,0           | 23,2           | 15,4           | 10,9           | 4,2            | 14,9           |
| Середній мінімум, °C  | −8,7           | −7,8           | −3,6           | 2,0            | 7,2            | 13,5           | 16,7           | 15,7           | 10,9           | 4,2            | −0,1           | −5,6           | 3,7            |
| Норма опадів, мм      | 87             | 81             | 102            | 105            | 99             | 102            | 97             | 94             | 97             | 112            | 109            | 103            | 1188           |
| Днів з опадами        | 10,3           | 9,2            | 10,3           | 11,1           | 12,4           | 11,3           | 9,8            | 9,7            | 9,0            | 10,2           | 11,0           | 10,7           | 125,0          |
| Днів зі снігом        | 5,4            | 3,8            | 2,6            | ,4             | 0              | 0              | 0              | 0              | 0              | 0              | ,7             | 3,4            | 16,3           |
| --------------------- | -------------- | -------------- | -------------- | -------------- | -------------- | -------------- | -------------- | -------------- | -------------- | -------------- | -------------- | -------------- | -------------- |
| Джерело: NOAA         |                |                |                |                |                |                |                |                |                |                |                |                |                |

## Демографія
Згідно з переписом 2010 року, у місті мешкало 33 006 осіб у 13 406 домогосподарствах у складі 8714 родин. Було 14121 помешкання
Расовий склад населення:
| - 87,3 % — білих - 7,2 % — азіатів - 2,1 % — чорних або афроамериканців - 0,1 % — корінних американців - 1,2 % — осіб інших рас |

До двох чи більше рас належало 2,0 %. Частка іспаномовних становила 3,0 % від усіх жителів.
За віковим діапазоном населення розподілялося таким чином: 23,8 % — особи молодші 18 років, 62,2 % — особи у віці 18—64 років, 14,0 % — особи у віці 65 років та старші. Медіана віку мешканця становила 41,1 року. На 100 осіб жіночої статі у місті припадало 92,7 чоловіків;  на 100 жінок у віці від 18 років та старших — 87,8 чоловіків також старших 18 років.
Середній дохід на одне домашнє господарство  становив 135 824 долари США (медіана — 106 027), а середній дохід на одну сім'ю — 168 795 доларів (медіана — 140 837). Медіана доходів становила 93 242 долари для чоловіків та 67 209 доларів для жінок. За межею бідності перебувало 3,6 % осіб, у тому числі 3,3 % дітей у віці до 18 років та 4,5 % осіб у віці 65 років та старших.
Цивільне працевлаштоване населення становило 19 591 особа. Основні галузі зайнятості: освіта, охорона здоров'я та соціальна допомога — 28,2 %, науковці, спеціалісти, менеджери — 20,1 %, фінанси, страхування та нерухомість — 9,6 %, роздрібна торгівля — 9,4 %.